# Asociación de Creadores de Moda de España
La Asociación Creadores de Moda de España (ACME) es una organización sin ánimo de lucro que tiene el objetivo de defender los intereses de la creación de moda en España.  Tiene como fin la promoción de la moda española en sus facetas económica y cultural, promoviendo todo tipo de actividades que redunden en beneficio del sector del diseño de moda en sus vertientes creativa y comercial, tanto dentro como fuera de España.
Con sede en Madrid, está formada por creadores de moda procedentes de toda la geografía española. Actualmente, cuenta con 68 firmas de moda asociadas que participan en las principales pasarelas nacionales e internacionales. 

## Historia
La Asociación Creadores de Moda de España (ACME) se funda en 1998 por un grupo de diseñadores formado por Modesto Lomba, Jesús del Pozo, Elio Berhanyer, Antonio Pernas, Ángel Schlesser y Roberto Verino.
En 2010 el Ministerio de Educación, Cultura y Deporte concede a ACME la Medalla de Oro al Mérito en las Bellas Artes, un galardón que premia a las personas y entidades que hayan destacado en el campo de la creación artística y cultural o hayan prestado notorios servicios en el fomento, desarrollo o difusión del arte y la cultura o en la conservación del patrimonio artístico. 

## Objetivos y fines
ACME tiene como fines generales y permanentes:
- El fomento, desarrollo y docencia de todas las actividades que redunden en beneficio del sector del diseño de moda  en sus vertientes creativa y comercial.
- La representación, defensa y fomento de los intereses económicos, profesionales, sociales y culturales de sus afiliados.
- Organizar una constante labor formativa en el campo del diseño de moda y de promoción profesional de sus asociados.
- Unificar esfuerzos de sus miembros para logar la cooperación de los organismos locales, autonómicos, estatales, comunitarios y/o internacionales competentes en cada caso o área de actividad empresarial o de creatividad.
- Organizar certámenes de moda de ámbito regional, nacional e internacional y/o asistir a eventos de igual tipo.
- La participación en misiones comerciales y acciones de cualquier índole, especialmente a países estratégicos.
- El estudio y el seguimiento de los mercados nacionales e internacionales.

## Junta Directiva
La junta directiva es el órgano de representación que gestiona y defiende los intereses de la Asociación.
Está formada por un presidente, un vicepresidente, un secretario, un tesorero y tres vocales, designados por la Asamblea General.
Las elecciones para votar junta directiva se celebran cada cuatro años, siendo elegida para el mandato 2016-2020 la candidatura formada por: Modesto Lomba, Roberto Torretta, Juan Duyos, Delpozo, Juanjo Oliva, Helena Rohner y Núria Sardá.

## Cómo hacerse miembro
Pueden pertenecer a la Asociación las marcas de diseño de moda y complementos cuyo negocio esté basado en España, así como firmas españolas establecidas en el extranjero, que tras mostrar interés en formar parte de ACME sean aceptadas por los asociados.
Los aspirantes a asociados deberán presentar:
- Una carta  dirigida al presidente de la Asociación solicitando su incorporación, firmada por dos asociados, en la que exprese su interés en incorporarse a ACME.
- Documentación que acredite estar en posesión de la marca con la que se presenta o trabajar para ella como director creativo.
- Currículo.

Son requisitos para ser asociado:
- Haber presentado un mínimo de cuatro colecciones.
- Tener una marca en el mercado o trabajar para una que ya esté en el mercado como director creativo.

Se valorará:
- La presencia en ferias, pasarelas y mercados internacionales.
- Número de tiendas en España y en el extranjero.

Se puede consultar el listado actual de asociados en este enlace Archivado el 22 de noviembre de 2018 en Wayback Machine.

## Actividades destacadas
Bajo el título “Made in Spain: La mode au delà des frontères” Archivado el 22 de noviembre de 2018 en Wayback Machine., la residencia del embajador de España en Francia acoge cada año las últimas novedades de los diseñadores españoles más destacados. Este evento se celebra coincidiendo con la edición de marzo de Paris Fashion Week, lo que brinda la posibilidad de recibir tanto a la prensa española e internacional como a compradores y agentes de todo el mundo destacados en la capital francesa en esas fechas, convirtiéndose así en un lugar de encuentro único para promocionar la moda española. 
El Festival de moda urbano Madrid es Moda "viste" la capital española en cada edición de la Semana de la Moda de Madrid, con el objetivo de acercar a la calle el mejor diseño español. Desfiles urbanos, exposiciones de moda, ciclos de conferencias de moda sostenible, museos con visitas guiadas con la moda como hilo conductor, concursos de escaparates o acciones gastrofashion son algunas de las actividades que dan vida a este evento. Todo con el diseño y la creación española como protagonistas. El Festival cuenta con el apoyo de la Comunidad de Madrid, el Ayuntamiento de Madrid, Mercedes-Benz Fashion Week Madrid y Madrid Capital de Moda. Cuenta con el apoyo de la Comunidad de Madrid, el Ayuntamiento de Madrid, Mercedes-Benz Fashion Week Madrid y Madrid Capital de Moda. 
En su afán de consolidar su compromiso con la moda y la educación, ACME ofrece una plataforma virtual Archivado el 22 de noviembre de 2018 en Wayback Machine. a través de su web, con el fin de promover la excelencia académica y la formación de profesionales a nivel nacional e internacional en colaboración con el Ministerio de Educación, Cultura y Deporte. En el listado aparecen las instituciones más prestigiosas en todo el mundo que ofrecen carreras de grado, másteres y cursos especializados en moda.
El 26 de mayo del 2022 se da a conocer la Fundación de la Moda Española (FAME) proyecto promovido por la Asociación de creadores de España (ACME). Modesto Lomba es el director de la organización y Pepa Bueno su vicepresidenta. "Con esta iniciativa se pretende fomentar el desarrollo futuro del sector, poniendo en contacto el diseño y la creación con las altas artesanías, la investigación, la innovación, la empresa y también la formación"